# Francesco Benedetto Cialeo
Francesco Benedetto Cialeo OP (* 3. Juli 1901 in Calitri, Provinz Avellino, Italien; † 4. Januar 1985) war ein italienischer Ordensgeistlicher und römisch-katholischer Bischof von Lyallpur.

## Leben
Francesco Benedetto Cialeo trat der Ordensgemeinschaft der Dominikaner bei und empfing am 19. April 1924 das Sakrament der Priesterweihe.
Am 15. Januar 1937 ernannte ihn Papst Pius XI. zum ersten Apostolischen Präfekten von Multan. Papst Pius XII. ernannte ihn am 20. Juli 1939 zum Bischof von Multan. Pius XII. spendete ihm am 29. Oktober desselben Jahres die Bischofsweihe; Mitkonsekratoren waren der Sekretär der Kongregation für die Verbreitung des Glaubens, Kurienerzbischof Celso Costantini, und der emeritierte Apostolische Vikar von Uganda, Henri Streicher MAfr.
Am 13. April 1960 ernannte ihn Papst Johannes XXIII. zum Bischof von Lyallpur. Papst Paul VI. nahm am 8. September 1976 das von Francesco Benedetto Cialeo aus Altersgründen vorgebrachte Rücktrittsgesuch an.
Francesco Benedetto Cialeo nahm an allen vier Sitzungsperioden des Zweiten Vatikanischen Konzils teil.